# گوابین
گوابین، روستایی است از توابع بخش ریگ شهرستان گناوه استان بوشهر ایران.

## جمعیت
این روستا در دهستان رودحله قرار دارد و بر اساس سرشماری سال ۱۳۸۵ آمار رسمی جمعیت آن ۳۴۴نفر (۷۰خانوار) می‌باشد. نوعی گیاه در این منطقه می‌روید که به آن «منگک» می‌گویند که شور مزه است و بعنوان سبزی مصرف می‌شود که نام دیگر آن کاکل شوره است.